# Sicista caucasica
Sicista caucasica е вид бозайник от семейство Тушканчикови (Dipodidae). Видът е световно застрашен, със статут Уязвим.

## Разпространение
Разпространен е в Грузия и Русия.